# V (ヴァネッサ・ハジェンズのアルバム)
『V』（ブイ）はアメリカ合衆国の女優、歌手ヴァネッサ・ハジェンズが2006年に発表した第1作目のスタジオ・アルバムである。
アメリカ合衆国で2006年9月26日に発売された。日本で2007年1月17日にスタンダード・エディションが発売され、同年8月22日にデラックス・エディションが発売された。

## 概要
ディズニー・チャンネル・オリジナル・ムービー『ハイスクール・ミュージカル』シリーズで知られるハジェンズのデビュー・アルバム『V』は2006年9月26日をはじめとして各国で発売された。デラックス・エディションDVDに収録されているのはミュージック・ビデオ「カム・バック・トゥー・ミー」、「セイ・オッケー」、ハイスクール・ミュージカル・コンサート(英語)でのライブ・バージョンのミュージック・ビデオ「カム・バック・トゥー・ミー」と 	「セイ・オッケー」、およびハジェンズのインタビューがある。
ファースト・シングル「カム・バック・トゥー・ミー」は米国で2006年8月25日に発売され全米シングルチャートビルボードホット100第55位、Hot Digital Songs チャート第44位、Pop チャート第57位、Pop 100 Airplay チャート第22位、Top 40 Mainstream チャート第18位となる。ミュージック・ビデオは同年8月28日に公開されている。
セカンド・シングル「セイ・オッケー」は米国で2007年3月27日に発売されビルボードホット100第61位、Hot Digital Songs チャート第37位、Pop チャート第47位となる。ミュージック・ビデオは同年3月19日に公開されている。
アルバムは全米アルバムチャートビルボード200第24位となる。
2007年2月27日付でアメリカレコード協会からゴールド認定されている。アルゼンチンではプラチナ認定されている。
米国 Billboard.com で行われた読者投票で2007年度のベスト・アルバム第7位に選ばれた。
2008年に第2作目のスタジオ・アルバム『アイデンティファイド』が発売されている。

## 収録曲
| #         | タイトル                                                 | 作詞・作曲                                                                         | プロデューサー                               | 時間  |
| --------- | -------------------------------------------------------- | ---------------------------------------------------------------------------------- | -------------------------------------------- | ----- |
| 1.        | 「カム・バック・トゥー・ミー」                           | アントニーナ・アーマト、ティム・ジェームズ、ピーター・ベケット、Ｊ・Ｃ・クロウリー | アーマト、ジェームズ                         | 2:47  |
| 2.        | 「レット・ゴー」                                         | Ａ・ボジャニック、Ｅ・フーパー、Ｉ・レヴァン                                       | ウィザード・オブ・オズ                       | 2:48  |
| 3.        | 「セイ・オッケー」                                       | アーン・ソー・ビルギソン、サバン・カテチャ                                         | アーンソー                                   | 3:41  |
| 4.        | 「ネバー・アンダーエスティメイト・ア・ガール」           | マシュー・ジェラード、ロビー・ネビル                                               | ジェラード                                   | 3:01  |
| 5.        | 「レッツ・ダンス」                                       | ジェラード、ジョナス・ジェバーグ、ブリジェット・ベネネイト                         | ジェラード、ジェイ・ジェイ                   | 2:52  |
| 6.        | 「ドライブ」                                             | レア・ヘイウッド、デビッド・ノーランド                                             | ノーランド、ダニエル・ジェームズ、ヘイウッド | 3:25  |
| 7.        | 「アフレイド」                                           | Ｄ・ジェームズ、ヘイウッド、ブラッドリー・スパルター                               | ジェームズ、ヘイウッド                       | 3:17  |
| 8.        | 「プロミス」                                             | Ｄ・ジェームズ、ヘイウッド、シェリー・ペイケン                                     | ジェームズ、ヘイウッド                       | 3:16  |
| 9.        | 「ホワットエバー・ウィル・ビー」(タミン・サーソクの楽曲) | カテチャ、カール・フォーク、ジェイク・シュルツ                                     | ケント・ラーソン、ＡＪ・ジュニア             | 3:47  |
| 10.       | 「ラザー・ビー・ウィズ・ユー」                           | バジャニック、フーパー                                                             | ウィザード・オブ・オズ                       | 3:33  |
| 11.       | 「サイキック」                                           | ジョニー・ヴィエラ                                                                 | ヴィエラ                                     | 3:01  |
| 12.       | 「ルーズ・ユア・ラブ」                                   | ヴィエラ                                                                           | ヴィエラ                                     | 3:01  |
| 合計時間: | 合計時間:                                                | 合計時間:                                                                          | 合計時間:                                    | 38:29 |

| #         | タイトル                   | 作詞・作曲                     | プロデューサー       | 時間  |
| --------- | -------------------------- | ------------------------------ | -------------------- | ----- |
| 13.       | 「トゥー・エモーショナル」 | アーマト、ジェームズ、スカッパ | アーマト、ジェームズ | 2:50  |
| 14.       | 「ドリップ・ドロップ」     | アレックス・カントラル         | Cantrall             | 3:34  |
| 合計時間: | 合計時間:                  | 合計時間:                      | 合計時間:            | 44:53 |

| #         | タイトル                                                                    | 作詞・作曲                               | プロデューサー                             | 時間  |
| --------- | --------------------------------------------------------------------------- | ---------------------------------------- | ------------------------------------------ | ----- |
| 13.       | 「トゥー・エモーショナル」(日本ボーナストラック)                            | アーマト、ジェームズ、ニッキー・スカッパ | アーマト、ジェームズ                       | 2:50  |
| 14.       | 「ドリップ・ドロップ」(日本ボーナストラック)                                | カントラル                               | カントラル                                 | 3:34  |
| 15.       | 「カム・バック・トゥー・ミー」(クリス・コクス・リミックス)                  | アーマト、ジェームズ                     | アーマト、ジェームズ、ベケット、クロウリー | 4:23  |
| 16.       | 「カム・バック・トゥー・ミー」(クリス・コクス・リミックス クラブ・ミックス) | アーマト、ジェームズ                     | アーマト、ジェームズ、ベケット、クロウリー | 9:26  |
| 合計時間: | 合計時間:                                                                   | 合計時間:                                | 合計時間:                                  | 58:42 |

| #         | タイトル                                                                    | 作詞・作曲                               | プロデューサー                             | 時間  |
| --------- | --------------------------------------------------------------------------- | ---------------------------------------- | ------------------------------------------ | ----- |
| 13.       | 「トゥー・エモーショナル」                                                  | アーマト、ジェームズ、ニッキー・スカッパ | アーマト、ジェームズ                       | 2:50  |
| 14.       | 「ドリップ・ドロップ」                                                      | カントラル                               | カントラル                                 | 3:34  |
| 15.       | 「ドント・トーク」                                                          | アーマト、ジェームズ、スカッパ           | アーマト、ジェームズ                       | 2:37  |
| 16.       | 「メイク・ユー・マイン」                                                    | ジェラード、カーラ・ディオガルディ       | ジェラード                                 | 3:38  |
| 17.       | 「カム・バック・トゥー・ミー」(クリス・コクス・リミックス)                  | アーマト、ジェームズ                     | アーマト、ジェームズ、ベケット、クロウリー | 4:23  |
| 18.       | 「カム・バック・トゥー・ミー」(クリス・コクス・リミックス クラブ・ミックス) | アーマト、ジェームズ                     | アーマト、ジェームズ、ベケット、クロウリー | 9:26  |
| 合計時間: | 合計時間:                                                                   | 合計時間:                                | 合計時間:                                  | 64:57 |

| #         | タイトル                                                                | 作詞  | 作曲・編曲 | 時間 |
| --------- | ----------------------------------------------------------------------- | ----- | ---------- | ---- |
| 1.        | 「カム・バック・トゥー・ミー」(ミュージック・ビデオ)                    |       |            | 2:49 |
| 2.        | 「セイ・オッケー」(ミュージック・ビデオ)                                |       |            | 3:39 |
| 3.        | 「カム・バック・トゥー・ミー」(ミュージック・ビデオ ライブ・バージョン) |       |            | 2:56 |
| 4.        | 「セイ・オッケー」(ミュージック・ビデオ ライブ・バージョン)             |       |            | 3:28 |
| 5.        | 「ヴァネッサ・ハジェンズ インタビュー」                                 |       |            | 3:08 |
| 合計時間: | 合計時間:                                                               | 16:00 |            |      |

## チャートと認定
| チャート (2006-07年)                | 最高順位 |
| ----------------------------------- | -------- |
| フランス アルバム・チャート         | 59       |
| アイルランド アルバム・チャート     | 27       |
| イタリア アルバム・チャート         | 42       |
| 日本 オリコン                       | 43       |
| ニュージーランド アルバム・チャート | 35       |
| 英国 アルバム・チャート             | 86       |
| 米国 ビルボード200                  | 24       |

| 国名         | 認定     |
| ------------ | -------- |
| アルゼンチン | プラチナ |
| 米国         | ゴールド |

## 各国の発売日
| 国/地域             | 発売日         | レーベル                                   |
| ------------------- | -------------- | ------------------------------------------ |
| 米国                | 2006年9月26日  | ハリウッド                                 |
| ブラジル            | 2006年10月30日 | ユニバーサル ミュージック                  |
| イタリア            | 2006年12月1日  | EMI                                        |
| 英国                | 2006年12月4日  | エンジェル・レコード                       |
| 日本                | 2007年1月17日  | エイベックス・ミュージック・クリエイティヴ |
| ドイツ              | 2007年2月9日   | EMI                                        |
| 米国 (ボーナス DVD) | 2008年6月10日  | ハリウッド                                 |